# Tettau (Baviera)
Tettau è un comune tedesco di 2 403 abitanti, situato nel land della Baviera.